# انقلاب شین‌های
انقلاب شین‌های که انقلاب ۱۹۱۱ و انقلاب چین نیز نامیده می‌شود، قیام مردمی بود که به سقوط آخرین سلسله امپراتوری تاریخ چین - دودمان چینگ - و تأسیس جمهوری چین منجر شد. این انقلاب از آن جهت شین‌های نامیده شد که در سال ۱۹۱۱ میلادی رخ داد. سال ۱۹۱۱ میلادی مطابق با گاه‌شماری چینی، سال شین‌های نام دارد.
انقلاب شین‌های شامل قیام‌ها و نبردهای متعددی است. این انقلاب از قیام ووچانگ در ۱۰ اکتبر ۱۹۱۱ آغاز شد که نتیجهٔ تلاش جنبش حفاظت از راه آهن - جنبشی که برای ملی کردن پروژه‌های راه آهن تلاش می‌کرد - بود. این انقلاب سرانجام با استعفای پویی - امپراتور چینگ - در ۱۲ فوریه ۱۹۱۲ پایان پذیرفت و نقطهٔ عطفی در تاریخ چین به یادگار گذارد: پایان ۲۰۰۰ سال حکومت امپراتوری در چین و آغاز عصر جمهوریت در این کشور.
عامل اصلی خروش و جنبش مردم چین، بی کفایتی حکومت وقت چین و ناتوانی آن در تحقق برنامهٔ مدرنیزه کردن کشور و جلوگیری از نفوذ بیگانگان بود. قیام‌های متعدد قومیت‌های گوناگون چین نیز در قرن ۱۹ علیه حاکمیت منچو، شدت یافته‌بود. بسیاری از گروه‌های زیرزمینی چینی با همکاری انقلابی‌های در تبعید، تلاش کردند تا حکومت چینگ را سرنگون کنند. با سرنگونی دودمان چینگ، سون یات سن به ریاست جمهوری چین رسید و پارلمان ملی چین نیز به وجود آمد. اما ژنرال‌های سابق، که اینک وارد دستگاه حکومت تازه شده بودند، قدرت را غصب کردند. معروف‌ترین آنان یوآن شی‌کای بود که کوشید رژیم سلطنتی را دوباره روی کار آورد.
امروزه، تایوان و جمهوری خلق چین هر دو ادعا می‌کنند که ادامه دهنده راه انقلاب شین‌های در مسائلی هم‌چون جمهوریت، ملی‌گرایی، اتحاد ملی و مدرنیزه‌کردن چین هستند. به هر حال، هر دو کشور در ۱۰ اکتبر هر سال، سالگرد این انقلاب را جشن می‌گیرند.